# Silencio=Muerte: Red Hot + Latin
Silencio=Muerte: Red Hot + Latin è una compilation della serie di album pubblicati dall'organizzazione Red Hot Organization. Il disco è stato pubblicato nel 1997.

## Tracce
1. Pepe and Irene – Los Lobos + Money Mark – 3:33
2. Yolanda Nigüas (Yolanda Nigüas) – Café Tacvba + David Byrne – 3:24
3. Gente Que No (Are They Not People) – Todos Tus Muertos + Auténticos Decadentes – 4:13
4. What's New Pussycat? (Que hay de nuevo, cariño?) – Los Fabulosos Cadillacs + Fishbone – 4:13
5. El Son Del Dolor (Tune of Pain) – Cuca + Youth Brigade – 4:03
6. Wanna Be Loved (Desea ser Amado) – Los Pericos + Buju Banton – 4:07
7. Quien Es Ese Negro (Who Is That Black One) – Sen Dog, Mellow Man Ace, MC Skeey + Mr. Rico + DJ Rif – 4:42
8. Padre Nuestro (Our Father) – Reign + Hurricane G – 3:37
9. Historia De La Radio (History Of The Radio) – Juan Perro – 4:27
10. Quien Quiera Que Seas (Whoever You Are) – Geggy Tah + King Changó – 4:15
11. Águas De Março (Waters of March) – Cibo Matto – 3:18
12. Una Hoja, Una Raiz (One Leaf, One Root) – Diego Frenkel (La Portuária), Aterciopelados + Laurie Anderson – 4:01
13. No Te Miento (I Don't Lie [to you]) – Rubén Blades + Son Miserables – 4:29
14. Sin Tener A Donde Ir (Nowhere to Go) – Melissa Etheridge – 4:15
15. Cosas Que Me Ayudan A Olvidar (Things That Help Me To Forget) – Andrés Calamaro – 3:57
16. You Come And Go (Usted Viene Y Va) – La Ley – 5:18
17. Venas (Veins) – Víctimas del Doctor Cerebro – 4:15
18. War (Guerra) – Sepultura – 4:32